# Kovžské jezero
Kovžské jezero (rusky Ковжское озеро nebo Ковжа), je jezero na severozápadě v Vologdské oblasti v Rusku. Má rozlohu 65 km². Je 18 km dlouhé a 4 km široké. Je největší z malých jezer Vologdské oblasti.

## Pobřeží
Pobřeží je velmi členité, převážně ploché, kamenité, místy písčité a bažinaté. Západní část jezera, ze které odtéká řeka Kovža, má vlastní název Lozovské jezero (rusky озеро Лозовское). Při odtoku je Kovža regulovaná přehradní hrází. Po jezeře se splavuje dřevo. Kapacity jezera bylo do roku 1964 využíváno pro plynulé zásobování Mariinského kanálu, který spojoval povodí Volhy a povodí Něvy. Od roku 1964 doplňuje spojovací kanál Volžsko-baltské vodní cesty.

## Ryby
Jezero je bohaté na ryby (síhové, štiky, candáti, jelci, líni, mníci a jiné)